# Silvia Di Pietro
Silvia Di Pietro (Roma, 6 de abril de 1993) é uma nadadora italiana.

## Carreira

### Rio 2016
Di Pietro competiu nos 50 m livre feminino nos Jogos Olímpicos de Verão de 2016, sendo eliminada nas eliminatórias.